# Марк Лелий Фулвий Максим Емилиан
Марк Лелий Фулвий Максим Емилиан (на латински: Marcus Laelius Fulvius Maximus Aemilianus) e политик и сенатор на Римската империя през 3 век.
През 227 г. той е редовен консул заедно с Марк Нумий Сенецио Албин.